# Národní park Appennino Tosco-Emiliano
Národní park Toskánsko-Emiliánské Apeniny (italsky Parco nazionale dell'Appennino Tosco-Emiliano) se nachází na severu Itálie, v Severních Apeninách, v podskupině Toskánsko-Emiliánských Apenin (někdy také nazývaných Etruské Apeniny). Leží na hranicích krajů Toskánsko a Emilia-Romagna. Park byl založen roku 2001 a má rozlohu 228 km².

## Geografie
Nejvyššími vrcholy v oblasti jsou Monte Cusna (2 121 m), Monte Prado (2 053 m) a Alpe di Succiso (2 017 m). Nachází se zde alpinské louky, jezera, vodopády, potoky, slatě, nedostupné skalní stěny. Z živočichů zde žijí vlci, mufloni, srnci či orli skalní. Nejbližší větší město je La Spezia.